# Фабрис Санторо
Фабрис Санторо (енгл. Fabrice Santoro, Тахити, 9. децембар 1972) је бивши француски тенисер. Иако није припадао самом тениском врху, имао је необично дугу професионалну каријеру, међу тениским светом је био популаран због начина на који је играо - необичним дворучним форхендом.
Захваљујући дуговечности на АТП туру, Санторо држи неколико АТП рекорда : играч који је највише пута изгубио на АТП туру (444), играч који је наступио на највише гренд слем турнира (70). Санторо је једини тенисер који је учествовао на гренд слем турнирима у четири различите деценије, од Ролан Гарос (1989) до Аустралијан Опена (2010).